# Wolfsberg (Noorbeek)
De Wolfsberg is een heuvel in het Heuvelland gelegen in Noorbeek in het zuiden van de Nederlandse provincie Limburg.

## Wielrennen
De helling is meermaals opgenomen in de wielerklassieker Amstel Gold Race. De klim wordt dan een of tweemaal bedwongen, als zevende klim na de Cauberg  voor de Loorberg en bij een tweede keer als vierentwintigste klim na de Bemelerberg en wederom voor de Loorberg.